# Stefan Młynarowicz
Stefan Młynarowicz (ur. 1939) – polski działacz partyjny i państwowy, ekonomista, w latach 1972–1975 przewodniczący prezydium Powiatowej Rady Narodowej w Kłodzku i naczelnik powiatu kłodzkiego, w latach 1975–1978 wicewojewoda wałbrzyski.

## Życiorys
Zdobył wykształcenie wyższe ekonomiczne, w 1978 uzyskał na Akademii Ekonomicznej we Wrocławiu stopień doktora na podstawie rozprawy pt. Problemy rozwoju urządzeń infrastruktury techniczno-ekonomicznej województwa wałbrzyskiego. Wstąpił do Polskiej Zjednoczonej Partii Robotniczej, przez wiele lat pracował w administracji lokalnej w Kłodzku. Od 16 października 1972 do 20 grudnia 1973 przewodniczący Prezydium Powiatowej Rady Narodowej, następnie po przekształceniu tej funkcji od 21 grudnia 1973 do 31 maja 1975 ostatni naczelnik powiatu kłodzkiego. 1 czerwca 1975 powołany na nowo utworzone stanowisko wicewojewody wałbrzyskiego. Zajmował je do 1978. W latach 80. pracował jako dyrektor Wojewódzkiego Zakładu Gospodarki Komunalnej i Budownictwa Komunalnego we Wrocławiu.